# 11월 21일
11월 21일은 그레고리력으로 325번째(윤년일 경우 326번째) 날에 해당한다.

## 사건
- 1394년 - 조선의 도읍을 한양으로 천도하다.
- 1620년 - 메이플라워호 북미 도착 (그레고리력)
- 1806년 - 나폴레옹, 대륙봉쇄령 발표
- 1855년 - 피의 캔자스: 첫 유혈충돌인 와카루사 전쟁이 시작되다.
- 1897년 - 명성황후 국장 거행됨
- 1898년 - 만민공동회와 황국협회의 격돌
- 1916년 - 타이타닉호의 자매선 브리타닉호가 침몰하다.
- 1945년 - 과테말라 유엔 가입
- 1954년 - 독도의용수비대가 일본 해상보안청의 독도 침입을 격퇴한 독도대첩
- 1972년 - 10월 유신: 유신헌법이 국민투표에서 가결되다.

-김두한이 쓰러졌다.
- 1997년 - 대한민국 정부가 국제통화기금(IMF)에 구제금융을 요청(IMF 위기), 신한국당이 한나라당으로 출범하였다.
- 2014년 -
  - 대한민국 정부와 지자체인 울진군 간의 신한울원자력발전소 건설 협상이 15년만에 타결되었다.
  - 중화민국 신주 시에서 관광버스에 화재가 발생해 한국인 7명이 경상을 입었다.
  - 대한민국에서 도서의 할인율을 최대 15%로 제한한 도서정가제가 시행되었다.

## 문화
- 1987년 - 대한민국의 전라남도 동부 지역의 문화방송 여수MBC TV 연주소 개국, 지역 TV-Local 방송을 시작.
- 1990년 - 닌텐도에서 가정용 게임기 슈퍼 패미컴을 발매.
- 2000년 - 인천국제공항을 잇는 인천국제공항고속도로 개통.
- 2015년 - 제 1대 프리미어12대회 결승전에서 대한민국이 미국을 8-0으로 이기며 우승함
- 2023년 - 경의선 화전역의 역명이 한국항공대역으로 변경.

## 탄생
- 1643년 - 프랑스의 탐험가 르네 로베르 카벨리에 드 라 살. (~1687년)
- 1694년 - 프랑스의 철학자, 작가 볼테르. (~1778년)
- 1768년 - 독일의 철학자 프리드리히 슐라이어마허. (~1834년)
- 1852년 - 스페인의 기타 연주가 및 작곡가 프란시스코 타레가. (~1909년)
- 1854년 - 제258대 로마의 교황 교황 베네딕토 15세. (~1922년)
- 1856년 - 대한제국의 외교관 유길준. (~1914년)
- 1883년 - 대한민국의 독립운동가 이태준. (~?)
- 1898년 - 벨기에의 화가 르네 마그리트. (~1967년)
- 1911년 - 일본의 프로 야구 선수이자 야구 지도자 미하라 오사무. (~1984년)
- 1914년 - 이라크의 정치인 압둘카림 카심. (~1963년)
- 1917년
  - 대한민국의 군인, 정치인 정일권. (~1994년)
  - 대한민국의 언론인, 출판인 최석채. (~1991년)
- 1920년 - 대한민국의 음악가 김희조. (~2001년)
- 1924년 - J. R. R. 톨킨의 아들 크리스토퍼 톨킨. (~2020년)
- 1928년 - 대한민국의 역사학자 전상운. (~2018년)
- 1929년 - 대한민국의 기업가 최종현. (~1998년)
- 1930년 - 대한민국의 군인 김종곤. (~2022년)
- 1934년 - 대한민국의 교육자 이주희.
- 1939년 - 미국의 정치인 R. 버드 드와이어. (~1987년)
- 1941년 - 미국의 음악가 닥터 존. (~2019년)
- 1943년 - 대한민국의 정치인 김병로. (~2018년)
- 1944년 - 미국의 영화 배우, 영화 감독, 영화 각본가, 희극인 해럴드 래미스. (~2014년)
- 1945년 - 미국의 배우 골디 혼.
- 1948년 - 독일의 축구인 베르너 로란트. (~2025년)
- 1949년 - 튀르키예의 축구 선수 체티네르 에르도안. (~2017년)
- 1957년 - 대한민국의 전직 서울특별시 노원구의원 김성환.
- 1959년 - 일본의 성우 와타나베 나오코.
- 1961년
  - 일본의 성우 카와무라 마리아.
  - 일본의 게임 개발자 아카이 타카미.
- 1964년
  - 대한민국의 배우 최범호.
  - 대한민국의 가수 주병선.
- 1965년
  - 아이슬란드의 가수 겸 배우 비요크.
  - 일본의 성우 야마구치 유리코.
- 1967년
  - 일본의 유도 선수 고가 도시히코. (~2021년)
  - 미국의 스턴트 배우 켄 블락. (~2023년)
- 1969년 - 미국의 야구 선수 켄 그리피 주니어.
- 1970년 - 대한민국의 배우 정재영.
- 1972년
  - 대한민국의 배우 배성우.
  - 미국의 배우 레인 피닉스.
- 1973년
  - 대한민국의 아나운서 이현경.
  - 대한민국의 법조 출신 정치인 박주민.
- 1974년 - 대한민국의 가수 양정승.
- 1976년 - 대한민국의 가수 박요한.
- 1978년 - 대한민국의 작곡가 박정욱.
- 1979년 - 대한민국의 가수 김동완 (신화).
- 1980년
  - 대한민국의 트로트가수 장소라.
  - 대한민국의 배우, 전 레이싱 모델 오윤아.
  - 대한민국의 전 야구 선수 백대운.
  - 브라질의 축구 선수 주앙 소아리스 다 모타 네투.
  - 대한민국의 경제학자 겸 대학 교수 최지은.
- 1981년
  - 대한민국의 배우 박해수.
  - 일본의 배우 이케와키 치즈루.
- 1982년
  - 대한민국의 가수 박준식.
  - 일본의 프로레슬링 선수 타카기 신고.
- 1983년
  - 대한민국의 미스코리아, 기업인 김유미.
  - 대한민국의 배우 한이진.
  - 미국의 프로레슬링 선수 벨라 트윈스, 니키 벨라.
- 1984년
  - 미국의 배우, 가수, 사진가 제나 멀론.
  - 대한민국의 배우 정후. (~2016년)
- 1985년
  - 대한민국의 배우 노형욱.
  - 대한민국의 희극인 김희원.
  - 캐나다의 가수 칼리 레이 젭슨.
  - 스페인의 축구 선수 헤수스 나바스.
  - 미국의 싱어송라이터 루엘.
- 1986년 - 대한민국의 농구 선수 김한별.
- 1987년
  - 대한민국의 야구 선수 유재신.
  - 대한민국의 아나운서 이하윤.
  - 대한민국의 전직 스타크래프트 프로게이머 손재범.
- 1988년
  - 대한민국의 야구 선수 김대우.
  - 대한민국의 레이싱 모델 홍지연.
  - 미국의 야구 선수 맷 웨스트.
- 1989년
  - 대한민국의 프로게이머 신상문.
  - 사우디아라비아의 축구 선수 알리 알불라이히.
  - 잉글랜드의 전 축구 선수 페이비언 델프.
  - 베네수엘라의 야구 선수 호세 피렐라.
  - 대한민국의 약사, 정치인 정혜연.
- 1990년 - 대한민국의 배우 이상미.
- 1991년
  - 대한민국의 가수, 배우 우희 (달샤벳, 유니티).
  - 독일의 축구 선수 디에고 뎀메.
- 1992년
  - 대한민국의 배우 김혜지.
  - 일본의 가수 사시하라 리노.
- 1993년
  - 대한민국의 래퍼 마이크로닷.
  - 대한민국의 리그 오브 레전드 프로게이머 벵기.
  - 대한민국의 야구 선수 홍창기.
  - 일본의 배우 와타나베 다이스케.
- 1994년
  - 대한민국의 가수 한솔 (뉴키드).
  - 스페인의 축구 선수 사울 니게스.
  - 대한민국의 체조 선수 박민수.
  - 대한민국의 가수 무성.
- 1995년
  - 대한민국의 야구 선수 김민혁 (KT 위즈).
  - 대한민국의 야구 선수 장준원 (LG 트윈스).
- 1996년
  - 대한민국의 가수 진희 (러스티).
  - 대한민국의 전 가수 장소진 (구구단).
  - 대한민국의 컬링 선수 이동형.
- 1997년 - 대한민국의 가수 규진 (업텐션).
- 1998년 - 대한민국의 가수 하윤.
- 2000년
  - 대한민국의 래퍼 권영훈.
  - 일본의 축구 선수 사이토 세나.
  - 덴마크의 축구 선수 맷 오라일리.
- 2001년 - 대한민국의 야구 선수 한재승.
- 2002년 - 대한민국의 유튜버 하지훈.
- 2003년 - 대한민국의 배우 송희.
- 2004년
  - 대한민국의 가수 리즈 (IVE).
  - 잉글랜드의 축구 선수 리코 루이스.
- 2010년 - 대한민국의 가수 황채민. (비타민)

### 미상
- 대한민국의 가수, 일러스트레이터 다소다.

## 사망
- 1011년 - 제63대 일본의 천황 레이제이 천황. (950년~)
- 1592년 - 조선의 장수 진주목사 충무공, 무신 김시민. (1554년~)
- 1916년 - 오스트리아-헝가리의 황제 프란츠 요제프 1세. (1830년~)
- 1972년 - 대한민국의 정치인 김두한. (1918년~)
- 1985년 - 대한민국의 시인 양명문. (1913년~)
- 2002년 - 대한민국의 바둑 기사 전영선. (1949년~)
- 2003년 - 대한민국의 비전향 장기수 김종호. (1916년~)
- 2004년 - 대한민국의 한글학자 겸 시인 한갑수. (1913년~)
- 2017년 - 미국의 배우, 가수 데이비드 캐시디. (1950년~)
- 2020년
  - 대한민국의 학원인 정경진. (1930년~)
  - 미국의 영화배우 디나 디트리히. (1928년~)
- 2022년 - 미국의 신학자 에드 패리시 샌더스. (1937년~)
- 2024년 - 헝가리의 피겨스케이팅 선수 케케시 안드레아. (1926년~)

## 기념일
- 세계 텔레비전의 날
- 월드 헬로 데이
- 노 뮤직 데이

## 같이 보기
- 전날: 11월 20일 다음날: 11월 22일 - 전달: 10월 21일 다음달: 12월 21일
- 음력: 11월 21일
- 모두 보기